# Helter Skelter (bok)
Den här artikeln handlar om boken Helter Skelter. För andra betydelser, se Helter Skelter
Helter Skelter är en bok skriven av Vincent Bugliosi och Curt Gentry och handlar om de mord som utfördes av Mansonfamiljen 1969 och den påföljande rättegången mot de skyldiga som leddes av Bugliosi. Bokens titel togs från Beatles låt Helter Skelter som Charles Manson var närmast besatt av. Han använde frasen för det raskrig som han ansåg vara nära förestående. Helter Skelter belönades 1975 med en Edgar Award i kategorin Best Fact Crime book och användes som förlaga för två filmer.